# Spilosoma rosea
Spilosoma rosea là một loài bướm đêm thuộc phân họ Arctiinae, họ Erebidae.